# Paweł Hęciak
Paweł Zygmunt Hęciak (ur. 25 stycznia 1910, zm. 13 grudnia 1993) – polski oficer, dziennikarz i działacz sportowy oraz emigracyjny.

## Życiorys
Urodził się 25 stycznia 1910. W Wojsku Polskim został awansowany na stopień podporucznika rezerwy piechoty starszeństwem z dniem 1 stycznia 1933. W 1934 był oficerem 57 Pułku Piechoty z Poznania i pozostawał w ewidencji Powiatowej Komendy Uzupełnień Poznań Miasto. Przed 1939 był członkiem zarządu Poznańskiego Okręgu Związku Piłki Nożnej oraz członkiem Związku Dziennikarzy Sportowych w Poznaniu. Po wybuchu II wojny światowej w okresie kampanii wrześniowej w stopniu podporucznika pełnił funkcję II adiutanta dowódcy 60 Pułku Piechoty Wielkopolskiej z Ostrowa Wielkopolskiego.
Po wojnie pozostał na emigracji w Wielkiej Brytanii i osiadł w Londynie. Był dziennikarzem „Przeglądu Zachodniego”. Pełnił funkcję sekretarza w Związku Polskich Klubów Sportowych w Wielkiej Brytanii. Był korespondentem w Berlinie Rozgłośni Polskiej Radia Wolna Europa. należał do komitetu redakcyjnego kwartalnika „Poland and Germany”. Był wiceprezesem Związku Dziennikarzy. Redagował dział sportowy w czasopismach „Tygodnik Polski” i „Orzeł Biały”. Był członkiem władz koła Armii Krajowej w Anglii. Pełnił funkcję prezesa Zjednoczenia Polskiego w Wielkiej Brytanii. W 1962 kandydował do Rady Jedności Narodowej. Zasiadł w radzie Instytutu Romana Dmowskiego w Londynie, powstałego w 1979. 15 maja 1990 został powołany przez prezydenta RP na uchodźstwie Ryszarda Kaczorowskiego na zastępcę członka Kapituły Orderu Odrodzenia Polski od tego dnia na trzyletnią kadencję. Zmarł 13 grudnia 1993.

## Publikacje
- Wielka gra. Harcerstwo w Polsce w czasie II wojny światowej 1939-1945 (1974)
- O prawdę i sprawiedliwość. Pomnik Katyński w Londynie (1977)
- Radio Wolna Europa o Bydgoszczy w 1955 r. Kist do Bydgoszczan (1998)